# Bruce Robertson (remero)
Bruce Robertson (Calgary, 17 de junio de 1962) es un deportista canadiense que compitió en remo.
Participó en dos Juegos Olímpicos de Verano, en los años 1988 y 1992, obteniendo una medalla de oro en Barcelona 1992, en la prueba de ocho con timonel.
Ganó dos medallas de plata en el Campeonato Mundial de Remo, en los años 1990 y 1991.

## Palmarés internacional
| Juegos Olímpicos   | Juegos Olímpicos     | Juegos Olímpicos | Juegos Olímpicos |
| Año                | Lugar                | Medalla          | Prueba           |
| ------------------ | -------------------- | ---------------- | ---------------- |
| 1992               | Barcelona (España)   | Medalla de oro   | Ocho con timonel |
| Campeonato Mundial |                      |                  |                  |
| Año                | Lugar                | Medalla          | Prueba           |
| 1990               | Tasmania (Australia) | Medalla de plata | Ocho con timonel |
| 1991               | Viena (Austria)      | Medalla de plata | Ocho con timonel |